# Marije Kampen
Marije Kampen es una deportista neerlandesa que compitió en vela en la clase Yngling. Ganó una medalla de plata en el Campeonato Europeo de Yngling de 2007.

## Palmarés internacional
| \| Campeonato Europeo \| Campeonato Europeo \| Campeonato Europeo \| Campeonato Europeo \| \| Año \| Lugar \| Medalla \| Clase \| \| ------------------ \| --------------------- \| ------------------ \| ------------------ \| \| 2007 \| Warnemünde (Alemania) \| Medalla de plata \| Yngling \| |                       |                  |         |
| Campeonato Europeo |                       |                  |         |
| Año | Lugar                 | Medalla          | Clase   |
| 2007 | Warnemünde (Alemania) | Medalla de plata | Yngling |